# Aedh mac Tairdelbach Ó Conchobair
Aedh mac Tairdelbach Ua Conchobair fue Rey de Connacht brevemente en 1342, y murió en 1345.